# 内谷重治
内谷 重治（うちや しげはる、1956年（昭和31年）1月22日 - ）は、日本の政治家。山形県長井市長（5期）。元・長井市議会議員（2期）。

## 来歴
山形県長井市今泉出身。長井市立豊田小学校、長井市立豊田中学校、山形県立長井高等学校卒業。1979年（昭和54年）3月、立教大学経済学部卒業。同年4月、長井市役所に入庁。長井市役所商工觀光課勤務、1990年（平成2年）、市役所を退職し上京、コンサルティング会社や出版社などに勤務。長井市に戻り建設会社に勤めたのち、1999年（平成11年）4月の長井市議会議員選挙に出馬し初当選。2003年（平成15年）、2期目の当選。
2006年（平成18年）11月19日に行われた長井市長選挙に無所属で出馬。3人の新人候補を相手に戦い初当選。12月15日、市長就任。
2010年（平成22年）、無投票で2期目の当選。2014年（平成26年）、3期目の当選。2018年（平成30年）、4期目の当選。 この間、令和の上皇の成婚記念碑を池の中からロータリーに移設して、再度林の中に移設した。2022年(令和4年)、無投票で5期目の当選。